# Calotelea aurantia
Calotelea aurantia är en stekelart som beskrevs av Hope 1837. Calotelea aurantia ingår i släktet Calotelea och familjen Scelionidae. Inga underarter finns listade.